# 類阿片

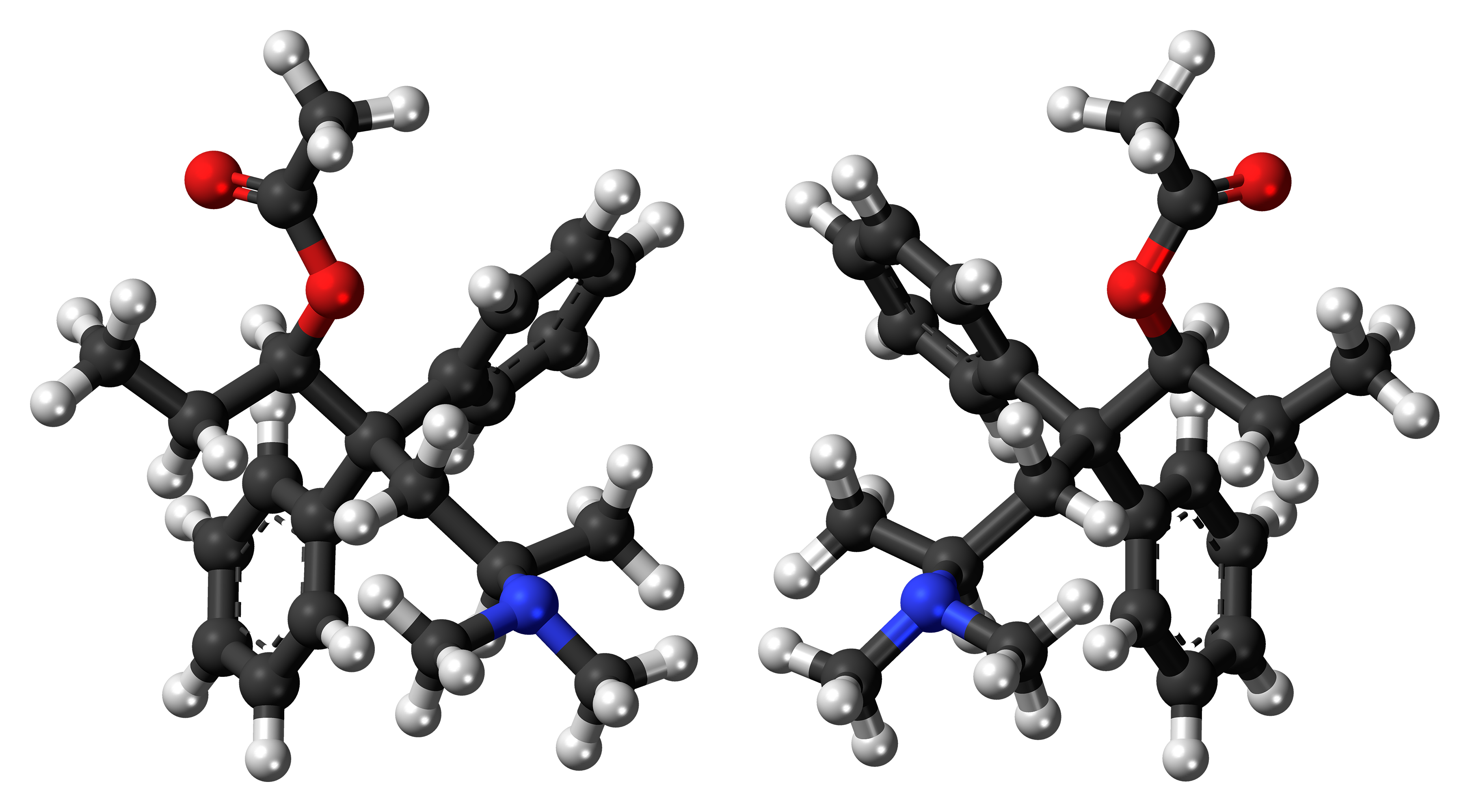
阿片类止痛药Alphaacetylmethadol（左旋α-乙酰甲酚）分子的球棒模型。此图显示了R，R /右旋异构体（左）和S，S /左旋异构体（右）。黑色是碳原子，白色是氢原子，红色是氧原子，蓝色是氮原子

類阿片又称阿片类、阿片类物质，阿片样物质，舊稱類鴉片，是天然的或合成的对机体产生类似吗啡样作用的化合物，作為治療用藥時可止痛。類阿片通過存在於中樞神經系統和消化系統的阿片受體起作用。這些阿片受體能引發有益的藥物作用或藥物不良反應。  
阿片劑虽常与類阿片混用作为同義詞，但更確切地說，阿片劑一詞應只限於天然阿片生物鹼和它們的半合成衍生物。一些具有類阿片效力的次要的阿片生物鹼和其他一些物質也在自然界中被發現，其中包括紫堇屬和鼠尾草屬植物中的生物鹼。在所有超過120個罂粟物種當中，只有兩個可以製造嗎啡。經發現，人體和一些動物的身體會天然產生少劑量的嗎啡和可待因。

## 分類
類阿片可劃分為以下幾類：

甲硫氨酸脑啡肽（左，一种阿片样肽）与吗啡（右，一种阿片剂）的结构相关性

- 天然類阿片：包含在阿片罌粟樹脂的生物鹼，包括嗎啡和可待因。
- 半合成類阿片：用天然阿片劑製造而成。比如羟考酮、氢可酮、海洛因、右美沙芬等。
- 合成類阿片：比如芬太尼、哌替啶、美沙酮和右丙氧芬（英语：Dextropropoxyphene）。
- 内源性類阿片肽：由人體天然產生。比如腦內啡和強啡肽。

## 阿片受體
類阿片通過中樞神經系統的阿片受體起作用。已知的主要阿片受體有μ阿片受體，κ阿片受體和δ阿片受體。其中μ阿片受體又可分為μ1阿片受體，μ2阿片受體和新發現的μ3阿片受體。這些受體都屬於G蛋白偶聯受體（G protein-coupled receptor）。對類阿片的藥效反應取決於和類阿片結合的受體，類阿片與受體的親和性以及類阿片究竟是促進劑還是抑制劑。
| 受體 | 子類       | 位置                                                 | 作用和影響                                                                      |
| ---- | ---------- | ---------------------------------------------------- | ------------------------------------------------------------------------------- |
| δ    | δ1, δ2     | - 大腦 - 杏仁體 - 嗅球 - 深大腦皮質                  | - 鎮痛 - 抗鬱效用 - 藥物依賴性                                                  |
| κ    | κ1, κ2, κ3 | - 大腦 - 下丘腦 - 中腦導水管周圍灰質 - 屏狀體 - 脊髓 | - 脊髓鎮痛 - 鎮靜 - 瞳孔縮小 - 抗利尿激素釋放困難                               |
| μ    | μ1, μ2, μ3 | - 大腦 - 大腦皮質 - 丘腦 - 中腦導水管周圍灰質 - 脊髓 | μ1： - 上脊髓鎮痛 - 藥物依賴性 μ2： - 換氣不足 - 瞳孔縮小 - 欣快症 - 藥物依賴性 |

## 用途
類阿片主要被用作鎮痛。對減輕不治之症（如癌症）所造成的劇烈疼痛具有良好的效果。安寧緩和醫療中使用新型阿片性藥物的經驗証實了當把藥物用於緩解疼痛時，這些製劑出現藥物成瘾的情況並不多見。近年來利用類阿片治療非惡性的慢性疼痛有所上昇。此外類阿片還被用於治療憂鬱症。對控制絕症產生的疼痛不必要使用高劑量類阿片。那些重病人服用的平均劑量是毎4小時口服15毫克的嗎啡（即每天90毫克）。
| 名稱     | 相對鎮痛藥效 （嗎啡=1） | 最短藥力持續時間 | 分類   | μ親和性 | κ親和性 |
| -------- | ----------------------- | ---------------- | ------ | ------- | ------- |
| 舒芬太尼 | 1000                    | 30分鐘           | 促進劑 |         |         |
| 瑞芬太尼 | 100－200                | 8－10分鐘        | 促進劑 | +++     | 0       |
| 芬太尼   | 120                     | 30分鐘           | 促進劑 | +++     | 0       |
| 阿芬太尼 | 30－40                  | 10分鐘           | 促進劑 |         |         |
| 海洛因   | 2.5                     | 3－4小時         | 促進劑 | +++     |         |
| 美沙酮   | 2                       | 5－7小時         | 促進劑 | ++      |         |
| 嗎啡     | 1                       | 2－4小時         | 促進劑 | +++     | +       |
| 可待因   | 0.2                     | 4小時            | 促進劑 |         |         |
| 哌替啶   | 0.1                     | 2－4小時         | 促進劑 | ++      | +       |

※+代表促進劑強度。

## 不良反應
服用類阿片的常見不良反應包括噁心和嘔吐、瞳孔縮小、口乾和便秘。其他不良反應有蕁麻疹、低體溫症、姿態性低血壓、頭昏、頭疼、尿瀦留、肌躍症等。一些病人之中還出現了由類阿片引起的痛覺過敏（opioid-induced hyperalgesia），他們使用藥物緩解疼痛時反而感到疼痛加劇。這種現象，虽然不多見，發生在一些安寧緩和医療病人中，絕大多數是因為病人迅速增加藥量的緣故，然而阿片類的藥物在過度使用的狀況下會使呼吸被抑制，進而導致死亡，而這也衍伸出了自殺的問題，因為當過量服用類阿片的話即可導致死亡。。

## 安全劑量
- 初始劑量：從未服用過鎮痛藥的人可毎4小時口服嗎啡2.5–5毫克（或者毎隔4小時注射嗎啡1–2.5毫克）
- 劑量範圍：通常介於每天30-500毫克（口服嗎啡），中位數為90毫克（或毎4小時15毫克）。

## 药代动力学

### 芬太尼
芬太尼是一种合成的阿片类药物，其结构类似于芳基哌啶。它是一种强效μ-r受体激动剂，比吗啡强 80-100 倍，起效快，作用持续时间比吗啡短。它在肝脏中通过 CYP3A4 酶代谢为化合物去甲芬太尼。 

### 氢吗啡酮
氢吗啡酮用作吗啡的替代品。它具有较高的首过代谢，主要在肝脏中被葡萄糖醛酸化为氢吗啡酮-3-葡萄糖苷酸 (H3G)。 75% 的氢吗啡酮经肾脏排泄，其中 7% 作为母体阿片类药物排泄。 

### 哌替啶
哌替啶是芳基哌啶类的合成阿片剂部分。它是一种强效的μ-r受体激动剂，效力是吗啡的 1/10。它用于治疗严寒，半衰期为三到四个小时。经肝脏代谢为去甲哌啶酸、去甲哌啶酸和甲哌啶酸的活性代谢物。毒性水平的去甲哌啶可引起中枢神经系统兴奋和癫痫发作。 

### 美沙酮
与吗啡相比，美沙酮具有更高的生物利用度和半衰期。 它通过肝脏中的 CYP3A4 酶的 N-去甲基化代谢为无活性产物。由于个体中 CYP3A4 的水平不同，它具有很高的人与人之间的变异性。它被批准用于治疗中度至重度疼痛以及阿片类药物依赖。 由于其药物相互作用、肝毒性和患者变异性的高风险，必须在美沙酮诊所对患者进行密切监测。 

### 羟吗啡酮
羟吗啡酮是吗啡的同系物。代谢为 6-羟基-羟吗啡酮和羟吗啡酮-3-葡糖苷酸，40% 作为代谢物排出体外。 6-羟基羟吗啡具有活性，与母体药物以 1:1 的比例存在。 Oxymorphone-3-glucuronide 的活性未知。 

## 耐藥性和藥物成癮
耐藥性（tolerance）是服用者對類阿片產生神經適應性的過程，耐藥性會造成藥效降低，將需要更大劑量的類阿片才能達到相同臨床療效。
耐藥性產生的機制相當複雜，舉例而言：
1. 類阿片可以提高P-glycoprotein的表現，使得藥物在被transporter打出中樞系統，而降低在中樞系統中的類阿片濃度。
2. 類阿片代謝過程中會產生活性代謝物M3G，反而會增加疼痛的產生。
3. 長期的類阿片使用，會導致μ-receptor被分解。

藥物依賴性（dependence）表現為病人產生耐藥性後停止服藥出現極度痛苦的症狀，包括出汗，便秘，嘔吐，疼痛等。藥物依賴性往往造成服用者對藥物成癮。
合成类阿片药物（synthetic opioids，SO）的药物成瘾（addiction）是全球公共健康面临的重大风险，目前常见滥用的合成类阿片可分为两类，即药用芬太尼和非药用芬太尼。

### 文獻
- Stephen B. McMahon; Martin Koltzenburg. . 愛丁堡: Elsevier Churchill Livingstone. 2006 （英语）.
- Gutstein, Howard B.; Huda Akil. . Brunton, Laurence L.，John S. Lazo，Keith L. Parker，Iain L. O. Buxton 和Donald Blumenthal  (编).  11th ed. 2006 （英语）.
- Kavita M. Babu, M.D., Jeffery Brent, M.D., Ph.D., and David N. Juurlink, M.D., Ph.D., Prevention of Opioid Overdose,NEJM 2019
- Amy S.B. Bohnert, Ph.D., and Mark A. Ilgen, Ph.D., Understanding Links among Opioid Use, Overdose, and Suicide,NEJM 2019